# Ta13oo
Ta13oo (стилизовано как TA13OO; читается как Taboo) — третий студийный альбом американского рэпера Дензела Карри, выпущенный 27 июля 2018 года на лейблах PH Recoedings и Loma Vista Recordings. На пластинке содержатся гостевые участия от Twelve’len, GoldLink, Nyyjerya, JID, JPEGMafia и ZillaKami, а также присутствует дополнительный вокал американской певицы Билли Айлиш. Альбом получил положительные отзывы от критиков, войдя в число лучших за 2018 год, по мнению некоторых рецензентов.
Интерлюдием к релизу стал мини-альбом 13 (2017), который Дензел назвал «мостом» между Imperial (2016), предыдущей полноформатной пластинкой рэпера, и Ta13oo.

## Композиция
Альбом поделён на 3 акта: «Светлый», «Серый» и «Тёмный». Он посвящён личной борьбе рэпера с психическими расстройствами и опыте эксплуатации со стороны руководителей лейблов и аудитории. Несмотря на серьёзность лирических тем, Дензел делает отсылки на массовую культуру, например, на Зуко из мультсериала «Аватар: Легенда об Аанге» или аниме «Жемчуг дракона Z». В плане звучания пластинка разнообразна: от «задумчивой меланхолии» до «адских перепадов настроения».

## Выпуск и продвижение
Лид-сингл «Sumo» был выпущен 30 марта 2018 года. Второй, «Percs», вышел 25 мая. 12 июля состоялся выход «Clout Cobain» в сопровождении с музыкальным видео. «Black Balloons» и «Cash Maniac» стали доступны для стримингов в качестве промо-синглов 23 и 24 июля 2018 года соответственно.
Альбом был выпущен поактово. Начиная со «Светлого» 25 июля 2018 года. «Серый» и «Тёмный» вышли 26 и 27 июля соответственно. Трек «Vengeance» был выпущен в качестве четвёртого сингла с пластинки 5 сентября 2018 года, а «Black Balloons» в качестве шестого — 27 марта 2019 года.

## Список композиций
Согласно Tidal и BMI.
| №  | Название                                             | Автор(ы)                                                                           | Продюсер(ы)                     | Длительность |
| -- | ---------------------------------------------------- | ---------------------------------------------------------------------------------- | ------------------------------- | ------------ |
| 1. | «Taboo»                                              | Denzel Curry Issac DeBoni Latisha Hyman Michael Hirschenberg Michael Mule          | FnZ M-Sol                       | 3:17         |
| 2. | «Black Balloons» (при участии Twelve'len и GoldLink) | D'Anthony Carlos Curry DeBoni LaVares Joseph Matthew Radosevich Mule Ryan DeGrandy | FnZ Matt Rad Mickey de Grand IV | 3:30         |
| 3. | «Cash Maniac» (при участии Nyyjerya)                 | Curry Imani Taylor DeBoni Mule DeGrandy Samuel Ahana                               | FnZ Mickey de Grand IV Swish    | 3:18         |
| 4. | «Sumo»                                               | Ernest Brown Curry                                                                 | Charlie Heat                    | 3:47         |

| №  | Название                   | Автор(ы)                                                                      | Продюсер(ы)         | Длительность |
| -- | -------------------------- | ----------------------------------------------------------------------------- | ------------------- | ------------ |
| 5. | «Super Saiyan Superman»    | Curry DeBoni Justin Elwin Mule                                                | FnZ HWLS            | 2:12         |
| 6. | «Switch It Up»             | Curry Ramon Ibanga, Jr. Ronald Spence, Jr.                                    | Illmind Ronny J     | 2:55         |
| 7. | «Mad I Got It»             | Khalil Abdul-Rahman Curry DeBoni Javohn Griffin Mule Jeff Saurer Kevin Saurer | FnZ Hippie Sabotage | 3:52         |
| 8. | «Sirens» (при участии JID) | Curry Dacoury Natche Billie Eilish O'Connell Brent Reynolds Destin Route      | DJ Dahi             | 3:56         |
| 9. | «Clout Cobain»             | Curry Julian Gramma Mike Hector                                               | J Gramm Hector      | 3:51         |

| №                   | Название                                        | Автор(ы)                                                      | Продюсер(ы)            | Длительность |
| ------------------- | ----------------------------------------------- | ------------------------------------------------------------- | ---------------------- | ------------ |
| 10.                 | «The Blackest Balloon»                          | Curry DeBoni DeGrandy Soulja Mook Mule                        | FnZ Mickey de Grand IV | 2:55         |
| 11.                 | «Percs»                                         | Curry DeBoni Mule                                             | FnZ Curry [a]          | 3:06         |
| 12.                 | «Vengeance» (при участии JPEGMafia и ZillaKami) | Barrington Hendricks Curry DeBoni Junius Rogers Mule DeGrandy | FnZ Mickey de Grand IV | 4:00         |
| 13.                 | «Black Metal Terrorist»                         | Curry DeBoni Mickey Degrand Hirschenberg Mule Spence, Jr.     | FnZ Ronny J M-Sol [a]  | 2:41         |
| Общая длительность: | Общая длительность:                             | Общая длительность:                                           | Общая длительность:    | 43:20        |

## Отзывы
| Совокупная оценка   | Совокупная оценка |
| Источник            | Оценка            |
| ------------------- | ----------------- |
| Metacritic          | 86/100            |
| Оценки критиков     |                   |
| Источник            | Оценка            |
| AllMusic            | [ 20 ]            |
| Highsnobiety        | 3.5/5             |
| HipHopDX            | 4.5/5             |
| HotNewHipHop        | 91%               |
| The Music           | [ 24 ]            |
| Pitchfork           | 7.7/10            |
| Pretty Much Amazing | A−                |
| Sputnikmusic        | 4.2/5             |

Ta13oo был встречен положительно. На агрегаторе Metacritic альбом получил среднюю оценку в 86 баллов на основе шести рецензий.
Маршалл Гу из Pretty Much Amazing написал: «В конечном счёте, это один из самых одновременно тяжёлых и атмосферных хип-хоп-альбомов года». В своём обзоре для HipHopDX Джастин Айви похвалил пластинку, написав: «Карри создал проект, который воспроизводит звуковые структуры эпохи, не жертвуя при этом значимым содержанием. Ta13oo является кульминацией его обещаний и таланта, в результате чего он создал свой magnum opus».
В положительном обзоре Дин Ван Нгуен из Pitchfork заявил: «Когда рэпер придерживается очень личного, музыка Карри лишена всех клише — сила его исполнения, правдивость его пера и яркость его игры слов делают его экспертом в озвучивании невзгод этого обречённого состояния, которое мы называем молодостью. Всё это делает его невозможным для включения в более широкую SoundCloud-сцену. [Все] признаки указывают на артиста, который переживёт любую платформу распространения». Трей Олстон из Highsnobiety написал: «Назвать альбом психоделическим — это клише, но альбом представляет собой постоянно меняющуюся коллекцию резких эмоций с обалденным уклоном, которая работает, даже если финал немного замедляет темп». В ретроспективном обзоре Лиам МакКеоне из The Big Lead назвал пластинку «одной из самых любимых», прослушивание которой — «это всегда стоящее путешествие, и каждая песня достаточно хороша, чтобы слушать её отдельно [от всего альбома], есть хороший выбор для любого душевного состояния».

### Списки в конце года
| Издание          | Список                    | Рейтинг | Примечания |
| ---------------- | ------------------------- | ------- | ---------- |
| Complex          | «50 лучших альбомов 2018» | 29      | [ 28 ]     |
| Consequence      | «50 лучших альбомов 2018» | 45      | [ 29 ]     |
| Stereogum        | «Лучшие альбомы 2018»     | 44      | [ 30 ]     |
| Vinyl Me, Please | «Лучшие альбомы 2018»     | 31      | [ 31 ]     |

## Чарты
| Чарты (2018)                           | Высшая позиция |
| -------------------------------------- | -------------- |
| Австралия (ARIA)                       | 27             |
| Бельгия/Фландрия (Ultratop)            | 40             |
| Бельгия/Валлония (Ultratop)            | 173            |
| Канада (Canadian Albums Chart)         | 84             |
| Нидерланды (Album Top 100)             | 30             |
| Финляндия (Suomen virallinen lista)    | 36             |
| Ирландия (IRMA)                        | 37             |
| Новая Зеландия (RMNZ)                  | 16             |
| Великобритания (UK Albums Chart)       | 62             |
| США (Billboard 200)                    | 28             |
| США (Billboard Top R&B/Hip-Hop Albums) | 15             |